# BK Slavia Sofia
BK Slavia (bulharsky БК Славия) je bulharský ženský basketbalový klub sídlící v Sofii. Založen byl v roce 1917 (celá sportovní jednota Slavia v roce 1913). Má na svém kontě patnáct bulharských mistrovských titulů (1953, 1954, 1955, 1956, 1957, 1958, 1959, 1961, 1962, 1963, 1964, 1965, 2002, 2003, 2004) a dva triumfy v Poháru mistrů evropských zemí (dnes Euroliga), tedy v nejvyšší evropské klubové soutěži, a to v letech 1959 a 1963. V letech 1960 a 1965 hrál klub navíc finále této soutěže. Roku 1965 ovšem také skončila nejslavnější éra klubu. Od té doby bylo největším mezinárodním úspěchem semifinále Poháru Ronchettiové v roce 1980. V současnosti klub působí v nižších soutěžích, bulharskou nejvyšší ligu hrál naposledy v roce 2012. Klubovými barvami jsou černá a bílá. Své domácí zápasy Slavia hraje v hale Triadica s kapacitou 500 diváků. V minulosti existoval pod hlavičkou BK Slavia i mužský oddíl, o dost méně úspěšný než ženský (3 bulharské mistrovské tituly), který však již zanikl. 